# Karel Abraham
Karel Abraham (2 de enero de 1990, Brno, Checoslovaquia) es un expiloto de la categoría profesional de motociclismo MotoGP.

## Biografía
Abraham nació en Brno, la antigua Checoslovaquia (actual República Checa).

### MotoGP
En 2010, correría su última temporada en la recién inaugurada categoría intermedia, habiendo ésta hecho el cambio de cilindrada y tiempos, y así cambiando el nombre de categoría de 250cc a Moto2. El cambio tanto de motores como de electrónica pareció haberle ayudado a hacerse hueco en la categoría, ya que consiguió su única victoria en el mundial. A pesar de que empezara el año con bastantes caídas, fue acercándose a las posiciones de cabeza poco a poco, firmando un cuarto puesto en el Gran Premio de Cataluña. En el Gran Premio de Japón consiguió su primer podio, tercero, habiendo luchado por la cabeza durante una parte de la carrera. En la última carrera del calendario, el Gran Premio de la Comunidad Valenciana, conseguiría su primera y única victoria, haciendo frente a pilotos como Andrea Iannone, Julián Simón, Toni Elías... entre otros. Terminó la temporada décimo, con noventa y seis puntos y con un total de dos podios y una victoria.
En 2011, AB Motoracing, el equipo del padre de Abraham, el director del circuito de Brno, donde se disputa el Gran Premio de la República Checa, ascendió a la categoría de MotoGP. Este consiguió subirse a una Ducati de fábrica, siempre y cuando su equipo se mantuviera bajo el nombre de equipo privado, en el cual el propio piloto y/o mánager, se proporcionaría moto, patrocinadores, técnicos... etc. Su mejor resultado de temporada fue séptimo en el Gran Premio de Gran Bretaña, bajo la espesa lluvia londinense, y en el Gran Premio de Andalucía. Estuvo a punto de llevarse el rookie del año frente a Cal Crutchlow, aunque lo perdió en la última carrera, cuando dichos dos pilotos peleaban por la cuarta plaza, Abraham perdió el tren delantero en la penúltima vuelta y acabó la carrera octavo. Su posición de campeonato acabó siendo decimocuarto, a seis puntos del ya nombrado Cal Crutchlow. Durante el GP de Italia de esa temporada casi llega a las manos con Casey Stoner tras un incidente en pista. Antes, Casey Stoner ya había criticado al piloto checo diciendo que ha llegado a MotoGP gracias al dinero de su padre, y que no tenía nivel suficiente para competir en esta categoría.
En 2012, Abraham, de nuevo con el Cardion AB Motoracing, firmaría un séptimo puesto como mejor. A pesar de no haber sido una temporada tan regular como la anterior, igualó su posición de campeonato, decimocuarto.
En 2013, Abraham dio el salto a las Aprilia RT o ART, las motos "open", las cuales corrían en un campeonato de constructores diferente al de las motos de fábrica. A pesar de los esfuerzos, no pudo adaptarse demasiado bien a estas y no pudo mejorar su decimocuarta posición en el Gran Premio de Laguna Seca. Acabó vigésimo cuarto, con cinco puntos.
En 2014, Abraham consiguió una nueva aventura con la nueva Honda RCV1000R, esta seguía siendo open, pero pudo adaptarse más rápidamente y en las primeras carreras pudo puntuar. Firmó sus mejores resultados en el Gran Premio de Indianápolis y Misano, undécimo. Terminó la temporada con una decimoséptima posición y un total de treinta y tres puntos.
En 2015, Abraham luchó con el Honda RC213V-RS, pero a pesar de repetir fábrica, a causa de múltiples lesiones, no pudo puntuar durante el transcurso de toda la temporada, perdiéndose así gran parte del calendario. No hay una exacta posición de campeonato, ya que al no anotar puntos no se le coloca cronológicamente. Poco después de terminar la temporada, la FIM, decidió retirar los equipos privados, para que de esta manera, solo hubiera tres equipos por fábrica, y que así las marcas trabajaran directamente con los equipos y así compartir resultados, tiempos, reglajes etc. A causa de esta noticia, a Abraham no le quedó más remedio que buscar moto fuera de MotoGP.

### Campeonato Mundial de Superbikes
El 21 de noviembre de 2015 se anunció que Abraham se trasladaría al Campeonato Mundial de Superbikes para la temporada 2016, con el Milwaukee BMW, junto con el ganador del Campeonato Británico de Superbikes 2015, Josh Brookes.
Término la temporada en la decimoctava posición con 33 puntos. Su mejor resultado fue un noveno puesto en la carrera 1 de Gran Bretaña.

### MotoGP
En 2017, volvió a incorporarse a MotoGP con el Aspar Team de la mano de Jorge Martínez Aspar, subiéndose a una Ducati GP15 satélite, con Álvaro Bautista como compañero de escudería. Comenzó la temporada puntuando y llegó a saborear la pole del Gran Premio de Argentina firmando una segunda posición en parrilla, finalizó la carrera décimo. Su mejor registro de la temporada fue en el Gran Premio de los Países Bajos el cual lo terminó séptimo, habiendo adelantado a Andrea Iannone y Loris Baz en la última vuelta. A mediados de temporada firmó por un año más con la escudería de Aspar. Finalizó la temporada vigésimo con un total de treinta y dos puntos.
En 2018, con una GP16, no pudo igualar la regularidad de la temporada pasada acabando vigésimo tercero con apenas 12 puntos a causa de caídas y fallos mecánicos sucedidos a lo largo del año. A pesar de su falta de resultados firmó un contrato con el Reale Avintia Racing de dos años, esta vez con una Ducati de solo un año de retraso, es decir una GP18 para 2019, y no una GP17. Firmó su mejor resultado en el Gran Premio de Australia con una undécima posición, esta vez habiendo podido correr sobre una GP17, mientras que su compañero Álvaro Bautista se subía a la Ducati GP18 de fábrica.
Una nueva aventura para él en 2019 con el Reale Avintia, esta vez con una moto más nueva que la de las dos pasadas temporadas. A pesar de que las expectativas fueran bastante más altas al haberse subido a una moto más reciente no consiguió más que una decimocuarta posición en el Gran Premio de Italia y terminó la temporada con nueve puntos y una vigesimocuarta posición de campeonato.
En noviembre de 2019 cuando todavía quedaba una temporada más de contrato, fue avisado por correo electrónico, a través de Rubén Xaus, su entrenador personal, que no fuera a los tests de Jerez y que no volviera a contactar con él, muy probablemente bajo órdenes de la directiva del equipo, siendo así "sustituido" por el francés Johann Zarco. Unos días después, en una reunión de aficionados en el Autódromo de Brno, propiedad de su padre, hizo oficial la noticia y dio a conocer que se retiraría del motociclismo indefinidamente, aunque a pesar de algún puñado de rumores, no se cree que vaya a volver a la categoría reina y con esto concluiría su etapa de carrera deportiva.

## Resultados

### Campeonato del Mundo de Motociclismo
Sistema de puntuación de 1993 hasta 2022:
| Posición | 1.º | 2.º | 3.º | 4.º | 5.º | 6.º | 7.º | 8.º | 9.º | 10.º | 11.º | 12.º | 13.º | 14.º | 15.º |
| Puntos   | 25  | 20  | 16  | 13  | 11  | 10  | 9   | 8   | 7   | 6    | 5    | 4    | 3    | 2    | 1    |

#### Por temporada
| Año     | Cat.   | Moto    | Equipo                   | Carreras | Victorias | Podios | Poles | V.Ráp. | Pts. | Pos. |
| ------- | ------ | ------- | ------------------------ | -------- | --------- | ------ | ----- | ------ | ---- | ---- |
| 2005    | 125 cc | Aprilia | Semprucci Cardion Blauer | 15       | 0         | 0      | 0     | 0      | 0    | NC   |
| 2006    | 125 cc | Aprilia | Cardion AB Motoracing    | 16       | 0         | 0      | 0     | 0      | 8    | 24.º |
| 2007    | 250 cc | Aprilia | Cardion AB Motoracing    | 17       | 0         | 0      | 0     | 0      | 31   | 16.º |
| 2008    | 250 cc | Aprilia | Cardion AB Motoracing    | 15       | 0         | 0      | 0     | 0      | 40   | 16.º |
| 2009    | 250 cc | Aprilia | Cardion AB Motoracing    | 16       | 0         | 0      | 0     | 0      | 74   | 14.º |
| 2010    | Moto2  | RSV     | Cardion AB Motoracing    | 14       | 1         | 2      | 0     | 1      | 96   | 10.º |
| 2010    | Moto2  | FTR     | Cardion AB Motoracing    | 14       | 1         | 2      | 0     | 1      | 96   | 10.º |
| 2011    | MotoGP | Ducati  | Cardion AB Motoracing    | 16       | 0         | 0      | 0     | 0      | 64   | 14.º |
| 2012    | MotoGP | Ducati  | Cardion AB Motoracing    | 14       | 0         | 0      | 0     | 0      | 59   | 14.º |
| 2013    | MotoGP | ART     | Cardion AB Motoracing    | 9        | 0         | 0      | 0     | 0      | 5    | 24.º |
| 2014    | MotoGP | Honda   | Cardion AB Motoracing    | 18       | 0         | 0      | 0     | 0      | 33   | 17.º |
| 2015    | MotoGP | Honda   | AB Motoracing            | 10       | 0         | 0      | 0     | 0      | 0    | NC   |
| 2017    | MotoGP | Ducati  | Pull & Bear Aspar Team   | 18       | 0         | 0      | 0     | 0      | 32   | 20.º |
| 2018    | MotoGP | Ducati  | Ángel Nieto Team         | 18       | 0         | 0      | 0     | 0      | 12   | 23.º |
| 2019    | MotoGP | Ducati  | Reale Avintia Racing     | 19       | 0         | 0      | 0     | 0      | 9    | 24.º |
| Total   |        |         |                          | 214      | 1         | 2      | 0     | 1      | 463  |      |
| Fuente: |        |         |                          |          |           |        |       |        |      |      |

#### Por categoría
| Categoría | Temporadas           | 1.er Gran Premio | 1.er Podio | 1.ª Victoria  | Carreras | Victorias | Podios | Poles | V.Ráp. | Pts. | CM |
| 125cc     | 2005–2006            | España 2005      |            |               | 31       | 0         | 0      | 0     | 0      | 8    | 0  |
| 250cc     | 2007–2009            | Catar 2007       |            |               | 47       | 0         | 0      | 0     | 0      | 145  | 0  |
| Moto2     | 2010                 | Catar 2010       | Japón 2010 | Valencia 2010 | 14       | 1         | 2      | 0     | 1      | 96   | 0  |
| MotoGP    | 2011-2015, 2017-2019 | Catar 2011       |            |               | 103      | 0         | 0      | 0     | 0      | 214  | 0  |
| Total     | 2005–2015, 2017      |                  |            |               | 214      | 1         | 2      | 0     | 1      | 463  | 0  |

#### Carreras por año
(Carreras en negrita indica pole position, carreras en cursiva indica vuelta rápida)
| Año  | Cat.   | Moto    | 1       | 2       | 3       | 4       | 5       | 6       | 7       | 8       | 9       | 10      | 11      | 12      | 13      | 14      | 15      | 16      | 17      | 18      | 19     | Pos. | Pts. |
| ---- | ------ | ------- | ------- | ------- | ------- | ------- | ------- | ------- | ------- | ------- | ------- | ------- | ------- | ------- | ------- | ------- | ------- | ------- | ------- | ------- | ------ | ---- | ---- |
| 2005 | 125cc  | Aprilia | SPA 22  | POR Ret | CHN 27  | FRA 21  | ITA 27  | CAT Ret | NED Ret | GBR 17  | GER 17  | CZE Ret | JPN 28  | MAL Ret | QAT 28  | AUS     | TUR 18  | VAL Ret |         |         |        | NC   | 0    |
| 2006 | 125cc  | Aprilia | SPA 23  | QAT 24  | TUR 22  | CHN 26  | FRA 25  | ITA Ret | CAT 21  | NED Ret | GBR 28  | GER Ret | CZE Ret | MAL 18  | AUS 17  | JPN 13  | POR 11  | VAL Ret |         |         |        | 24.º | 8    |
| 2007 | 250cc  | Aprilia | QAT Ret | SPA 15  | TUR 12  | CHN Ret | FRA Ret | ITA 16  | CAT 14  | GBR 10  | NED 15  | GER Ret | CZE 14  | RSM 14  | POR 10  | JPN Ret | AUS 13  | MAL 12  | VAL Ret |         |        | 16.º | 31   |
| 2008 | 250cc  | Aprilia | QAT 7   | SPA 13  | POR 16  | CHN Ret | FRA Ret | ITA 7   | CAT Ret | GBR 12  | NED Ret | GER Ret | CZE Ret | RSM 10  | IND     | JPN     | AUS 11  | MAL 12  | VAL 17  |         |        | 16.º | 40   |
| 2009 | 250cc  | Aprilia | QAT Ret | JPN 9   | SPA Ret | FRA 12  | ITA 13  | CAT 8   | NED 7   | GER Ret | GBR 14  | CZE Ret | IND 10  | RSM 11  | POR 10  | AUS 6   | MAL 12  | VAL 6   |         |         |        | 14.º | 74   |
| 2010 | Moto2  | RSV     | QAT 14  | SPA 28  |         |         |         |         |         |         |         |         |         |         |         |         |         |         |         |         |        | 10.º | 96   |
| 2010 | Moto2  | FTR     |         |         | FRA Ret | ITA 17  | GBR Ret | NED 9   | CAT 4   | GER 5   | CZE DNS | IND DNS | RSM DNS | ARA 18  | JPN 3   | MAL 6   | AUS 10  | POR 10  | VAL 1   |         |        | 10.º | 96   |
| 2011 | MotoGP | Ducati  | QAT 13  | SPA 7   | POR Ret | FRA 10  | CAT 10  | GBR 7   | NED Ret | ITA 12  | GER 12  | USA 11  | CZE Ret | IND Ret | RSM 12  | ARA Ret | JPN DNS | AUS 10  | MAL C   | VAL 8   |        | 14.º | 64   |
| 2012 | MotoGP | Ducati  | QAT Ret | SPA 17  | POR Ret | FRA Ret | CAT 12  | GBR WD  | NED DNS | GER     | ITA     | USA 10  | IND 8   | CZE 9   | RSM Ret | ARA 9   | JPN 11  | MAL 10  | AUS 9   | VAL 7   |        | 14.º | 59   |
| 2013 | MotoGP | ART     | QAT Ret | AME DNS | SPA DNS | FRA 15  | ITA 15  | CAT Ret | NED 15  | GER 18  | USA 14  | IND DNS | CZE 19  | GBR     | RSM Ret | ARA     | MAL     | AUS     | JPN     | VAL     |        | 24.º | 5    |
| 2014 | MotoGP | Honda   | QAT 13  | AME 14  | ARG 13  | SPA Ret | FRA 15  | ITA 12  | CAT Ret | NED 14  | GER 13  | IND 11  | CZE 14  | GBR 13  | RSM 11  | ARA Ret | JPN Ret | AUS Ret | MAL Ret | VAL 17  |        | 17.º | 33   |
| 2015 | MotoGP | Honda   | QAT Ret | AME Ret | ARG 21  | SPA Ret | FRA Ret | ITA 17  | CAT DNS | NED     | GER     | IND     | CZE 21  | GBR 19  | RSM 21  | ARA Ret | JPN     | AUS     | MAL     | VAL     |        | NC   | 0    |
| 2017 | MotoGP | Ducati  | QAT 14  | ARG 10  | AME Ret | SPA 15  | FRA Ret | ITA 16  | CAT 14  | NED 7   | GER 17  | CZE 13  | AUT 14  | GBR 13  | RSM 17  | ARA Ret | JPN Ret | AUS 14  | MAL Ret | VAL 14  |        | 20.º | 32   |
| 2018 | MotoGP | Ducati  | QAT 15  | ARG 20  | AME Ret | SPA 18  | FRA 17  | ITA Ret | CAT 13  | NED Ret | GER 18  | CZE 18  | AUT 21  | GBR C   | RSM 20  | ARA 15  | THA 17  | JPN Ret | AUS 11  | MAL Ret | VAL 14 | 23.º | 12   |
| 2019 | MotoGP | Ducati  | QAT 18  | ARG Ret | AME 16  | SPA 16  | FRA Ret | ITA 14  | CAT Ret | NED 17  | GER 15  | CZE 19  | AUT 15  | GBR 15  | RSM 17  | ARA 18  | THA 19  | JPN 18  | AUS 14  | MAL 17  | VAL 14 | 24.º | 9    |

### Campeonato Mundial de Superbikes

#### Carreras por año
| Año  | Marca | 1      | 1      | 2       | 2      | 3      | 3      | 4       | 4      | 5      | 5       | 6      | 6       | 7     | 7       | 8       | 8      | 9      | 9      | 10      | 10     | 11     | 11     | 12  | 12  | 13      | 13      | Pos. | Pts. |
| Año  | Marca | R1     | R2     | R1      | R2     | R1     | R2     | R1      | R2     | R1     | R2      | R1     | R2      | R1    | R2      | R1      | R2     | R1     | R2     | R1      | R2     | R1     | R2     | R1  | R2  | R1      | R2      | Pos. | Pts. |
| ---- | ----- | ------ | ------ | ------- | ------ | ------ | ------ | ------- | ------ | ------ | ------- | ------ | ------- | ----- | ------- | ------- | ------ | ------ | ------ | ------- | ------ | ------ | ------ | --- | --- | ------- | ------- | ---- | ---- |
| 2016 | BMW   | AUS 13 | AUS 11 | THA Ret | THA 15 | SPA 15 | SPA 14 | NED Ret | NED 14 | ITA 16 | ITA Ret | MAL 12 | MAL Ret | GBR 9 | GBR Ret | ITA Ret | ITA 15 | USA 14 | USA 12 | GER Ret | GER 15 | FRA 16 | FRA 16 | SPA | SPA | QAT Ret | QAT Ret | 18.º | 33   |